# Alexandrine de Bade
Titre
Duchesse consort de Saxe-Cobourg et Gotha
29 janvier 1844 – 22 août 1893
(49 ans, 6 mois et 24 jours)
Alexandrine Louise Amélie Frédérique Élisabeth Sophie de Bade, princesse de Bade et, par son mariage, duchesse consort de Saxe-Cobourg-Gotha, est née le 6 décembre 1820 à Karlsruhe, dans le grand-duché de Bade, et est décédée le 20 décembre 1904 à Callenberg, dans le duché de Saxe-Cobourg et Gotha. Fille aînée du grand-duc Léopold Ier de Bade et épouse du duc Ernest II de Saxe-Cobourg et Gotha, c’est une souveraine allemande de la deuxième moitié du XIXe siècle.

## Biographie
La princesse Alexandrine est la fille aînée du grand-duc Léopold Ier de Bade (1790-1852) et de son épouse la princesse Sophie de Suède (1801-1865). Par son père, la princesse est donc issue d'une branche d'abord considérée comme morganatique de la maison de Bade tandis que, par sa mère, elle est la petite-fille du roi Gustave IV Adolphe de Suède (1778-1837).
Après une tentative malheureuse de fiançailles avec le futur tsar Alexandre II de Russie en 1838, Alexandrine de Bade épouse le prince héritier Ernest II de Saxe-Cobourg et Gotha, fils du duc Ernest Ier de Saxe-Cobourg et Gotha et de sa première épouse la princesse Louise de Saxe-Gotha-Altenbourg, le 13 mai 1842 à Karlsruhe. La famille du jeune homme, et en particulier son frère cadet, le prince consort Albert du Royaume-Uni, espère que ce mariage stabilisera Ernest, déjà bien connu pour son amour des jolies femmes. Cependant, le projet fait long feu et le futur duc de Saxe-Cobourg-Gotha ne tarde pas à tromper ouvertement sa femme.
En dépit de la consternation de sa famille, Alexandrine choisit de fermer les yeux devant les frasques de son époux. De fait, son couple restant résolument stérile, la princesse se sent coupable de ne pas pouvoir donner un héritier à son pays d'adoption.
Devenue veuve en 1893, Alexandrine se retire au Schloss Callenberg tandis que le prince Alfred du Royaume-Uni et son épouse, la grande-duchesse Maria Alexandrovna de Russie ceignent la couronne du duché saxon.

## Distinctions
- 1836 : dame grand-croix de l'ordre royal de Sainte-Isabelle de Portugal [1]
- 23 septembre 1878 : dame grand-croix de l'ordre de Sainte-Catherine
- Dame de l'ordre de Louise
- Dame de l'ordre de Thérèse
- Dame de l'ordre de la Reine Marie-Louise